# تربسين
التربسين (
ر.ت.إ

3.4.21.4

) هو بروتييز سيرين من فصيلة عشيرة PA الفائقة، موجود في الجهاز الهضمي للعديد من الفقاريات، حيث يحلل البروتينات. يتشكل التربسين في الأمعاء الدقيقة عندما يتم تنشيط شكل إنزيمه التربسينوجين الذي ينتجه البنكرياس. يقطع التربسين سلاسل الببتيد بشكل رئيسي في جانب الكربوكسيل من الأحماض الأمينية ليسين أو أرجينين. يتم استخدامه للعديد من عمليات التكنولوجيا الحيوية. يشار العملية عادة باسم التربسين التحلل البروتيني أو trypsinisation، والبروتينات التي تم هضمها / تعامل مع والتربسين وقال أنه قد تم trypsinized  تم اكتشاف التربسين في عام 1876 من قبل فيلهلم كون وتم تسميته من الكلمة اليونانية القديمة للفرك منذ أن تم عزله لأول مرة عن طريق فرك البنكرياس بالجلسرين.

## وظيفة
في معي الاثني عشر، يحفز التربسين التحلل المائي للروابط الببتيدية، ويفكك البروتينات إلى ببتيدات أصغر. بعد ذلك تحلل منتجات الببتيد إلى أحماض أمينية عبر بروتياز أخرى، وذلك يجعلها متاحة للامتصاص في مجرى الدم. يعتبر الهضم التريبتيكي خطوة ضرورية في امتصاص البروتين، حيث أن البروتينات بشكل عام كبيرة جدًا ولا يمكن امتصاصها من خلال بطانة الأمعاء الدقيقة. 
يتم إنتاج التربسين على شكل التربسينوجين غير النشط في البنكرياس. عندما يتم تحفيز البنكرياس بواسطة الكوليسيستوكينين، يفرز بعد ذلك في الجزء الأول من الأمعاء الدقيقة (الاثني عشر) عبر قناة البنكرياس. بمجرد دخول الأمعاء الدقيقة، يقوم إنزيم إنتيروبيبتيداز بتنشيط التربسينوجين في التربسين عن طريق الانقسام التحلل للبروتين.

## آلية
الآلية الأنزيمية مشابهة لتلك الخاصة ببروتياز السيرين. هذه الإنزيمات تحتوي على ثالوث الحفاز تتكون من الحامض الاميني -57، اسبارتاتي -102، وسيرين -195. كان يسمى هذا الثالوث التحفيزي سابقًا نظام ترحيل الشحنة، مما يعني ضمناً تجريد البروتونات من السيرين إلى الهيستيدين ومن الهيستيدين إلى الأسبارتات، ولكن نظرًا للأدلة التي قدمتها الرنين المغناطيسي النووي، فإن شكل ألكوكسيد الناتج من السيرين سيكون له شد أقوى بكثير على البروتون من هل حلقة الإيميدازول من الهيستيدين، فإن التفكير الحالي يحمل بدلاً من ذلك أن السيرين والهيستيدين لهما حصة متساوية من البروتون، مما يشكل روابط هيدروجينية قصيرة منخفضة الحاجز معها.  بواسطة هذه الوسائل، وخاصية النيوكلوفيل للموقع النشط يتم زيادة سيرين، وتسهيل هجومها على الكربون أميد خلال التحلل البروتيني. التفاعل الأنزيمي الذي يحفزه التربسين مفضل ديناميكيًا حراريًا، ولكنه يتطلب طاقة تنشيط كبيرة (إنه «غير موات من الناحية الحركية») بالإضافة إلى ذلك، يحتوي التربسين على «ثقب أوكسيانيون» يتكون من ذرات هيدروجين العمود الفقري أميد من Gly-193 و Ser-195، والتي من خلال الرابطة الهيدروجينية تثبت الشحنة السالبة التي تتراكم على أكسجين الأميد بعد هجوم محب للنيوكليوفيلي على الكربون الأميد المستوي بواسطة يتسبب الأكسجين السيرين في أن يتخذ الكربون هندسة رباعية السطوح. يساعد هذا الاستقرار لهذا الوسيط رباعي السطوح على تقليل حاجز الطاقة لتكوينه ويصاحب ذلك خفض الطاقة الحرة لحالة الانتقال. يعتبر الارتباط التفضيلي لحالة الانتقال سمة أساسية في كيمياء الإنزيم.
إن بقايا الأسبارتات السالبة (Asp 189) الموجودة في الجيب التحفيزي (S1) للتربسين مسؤولة عن جذب واستقرار ليسين و/أو أرجينين موجب الشحنة، وبالتالي فهي مسؤولة عن خصوصية الإنزيم. هذا يعني أن التربسين يشق البروتينات في الغالب على جانب الكربوكسيل (أو «الجانب C- الطرفي») من الأحماض الأمينية ليسين وأرجينين إلا عندما يكون أي منهما مرتبطًا ببرولين C-terminal ، على الرغم من أن بيانات قياس الطيف الكتلي واسعة النطاق تشير يحدث الانقسام حتى مع البرولين. يعتبر التربسين إندوبيبتيداز، أي يحدث الانقسام داخل سلسلة البولي ببتيد بدلاً من الأحماض الأمينية الطرفية الموجودة في نهايات عديد الببتيدات.

## الخصائص
التربسين البشري لديه درجة حرارة التشغيل المثلى حوالي 37 درجة مئوية. وفي المقابل، سمك القد الأطلسي لديها العديد من أنواع trypsins ل متغير الحرارة الأسماك البقاء على قيد الحياة في درجات حرارة الجسم المختلفة. تشمل تربسين سمك القد التربسين 1 مع نطاق نشاط من 4 إلى 65 درجة مئوية (40 إلى 150 درجة فهرنهايت) والنشاط الأقصى عند 55 درجة مئوية (130 ° F)، وكذلك التربسين Y بمدى من 2 إلى 30 درجة مئوية (36 إلى 86 درجة فهرنهايت) ونشاط أقصى عند 21 درجة مئوية (70 درجة فهرنهايت).
كبروتين، يحتوي التربسين على أوزان جزيئية مختلفة حسب المصدر. على سبيل المثال، تم الإبلاغ عن وزن جزيئي قدره 23.3 كيلو دالتون للتربسين من مصادر الأبقار والخنازير.
لا يتأثر نشاط التربسين بمثبط الإنزيم tosyl phenylalanyl chloromethyl ketone ،TPCK، الذي يعطل الكيموتريبسين.
يجب تخزين التربسين في درجات حرارة شديدة البرودة (بين − 20 و − 80 ° C) لمنع التحلل الذاتي، والذي يمكن أيضًا إعاقته عن طريق تخزين التربسين عند درجة الحموضة 3 أو باستخدام التربسين المعدل عن طريق المثيلة الاختزالية. عندما يتم تعديل الأس الهيدروجيني إلى الرقم الهيدروجيني 8، يعود النشاط.

## الأيزوزيمات
تقوم هذه الجينات البشرية بترميز البروتينات ذات النشاط الأنزيمي للتربسين:
| protease, serine, 1 (trypsin 1) ‏ | protease, serine, 1 (trypsin 1) ‏ |
| -------------------------------- | -------------------------------- |
|                                  |                                  |
|                                  |                                  |
| المعرفات                         |                                  |
| الرمز                            | PRSS1                            |
| رموز بديلة                       | TRY1                             |
| رمز ATC                          | D03BA01، وB06AA07                |
| CAS                              | 9002-07-7                        |
| درغ بنك                          | DB11237                          |
| أنتريه                           | 5644                             |
| HUGO                             | 9475                             |
| أوميم                            | 276000                           |
| RefSeq                           | NM_002769                        |
| يونيبروت                         | P07477                           |
| بيانات أخرى                      |                                  |
| رقم التصنيف الإنزيمي             | 3.4.21.4                         |
| الموقع الكروموسومي               | Chr. 7 q32-qter                  |
| تعديل مصدري - تعديل              |                                  |

| protease, serine, 2 (trypsin 2) | protease, serine, 2 (trypsin 2) |
| ------------------------------- | ------------------------------- |
|                                 |                                 |
|                                 |                                 |
| المعرفات                        |                                 |
| الرمز                           | PRSS2                           |
| رموز بديلة                      | TRYP2                           |
| رمز ATC                         | D03BA01، وB06AA07               |
| CAS                             | 9002-07-7                       |
| درغ بنك                         | DB11237                         |
| أنتريه                          | 5645                            |
| HUGO                            | 9483                            |
| أوميم                           | 601564                          |
| RefSeq                          | NM_002770                       |
| يونيبروت                        | P07478                          |
| بيانات أخرى                     |                                 |
| رقم التصنيف الإنزيمي            | 3.4.21.4                        |
| الموقع الكروموسومي              | Chr. 7 q35                      |
| تعديل مصدري - تعديل             |                                 |

| protease, serine, 3 (mesotrypsin) | protease, serine, 3 (mesotrypsin) |
| --------------------------------- | --------------------------------- |
|                                   |                                   |
|                                   |                                   |
| المعرفات                          |                                   |
| الرمز                             | PRSS3                             |
| رموز بديلة                        | PRSS4                             |
| رمز ATC                           | D03BA01، وB06AA07                 |
| CAS                               | 9002-07-7                         |
| درغ بنك                           | DB11237                           |
| أنتريه                            | 5646                              |
| HUGO                              | 9486                              |
| أوميم                             | 613578                            |
| RefSeq                            | NM_002771                         |
| يونيبروت                          | P35030                            |
| بيانات أخرى                       |                                   |
| رقم التصنيف الإنزيمي              | 3.4.21.4                          |
| الموقع الكروموسومي                | Chr. 9 p13                        |
| تعديل مصدري - تعديل               |                                   |

غيرها من الأشكال الإسوية يمكن أيضا أن تكون وجدت من التربسين في الكائنات الحية الأخرى.

## الأهمية السريرية
يمكن أن يؤدي تنشيط التربسين من الانقسام البروتيني للتربسينوجين في البنكرياس إلى سلسلة من الأحداث التي تسبب الهضم الذاتي للبنكرياس، مما يؤدي إلى التهاب البنكرياس. تتمثل إحدى نتائج مرض التليف الكيسي المتنحي في نقص في نقل التربسين وأنزيمات الجهاز الهضمي الأخرى من البنكرياس. يؤدي هذا إلى اضطراب يسمى علوص العقي، والذي ينطوي على انسداد معوي (علوص) بسبب العقي السميك للغاية، والذي يتحلل عادة عن طريق التربسين والبروتياز الأخرى، ثم ينتقل في البراز.

## التطبيقات
يتوفر التربسين بكميات عالية في البنكرياس، ويمكن تنقيته بسهولة. ومن ثم فقد تم استخدامه على نطاق واسع في عمليات التكنولوجيا الحيوية المختلفة.
في معمل زراعة الأنسجة، يتم استخدام التربسين لإعادة تعليق الخلايا الملتصقة بجدار طبق زراعة الخلايا أثناء عملية حصاد الخلايا. تلتصق بعض أنواع الخلايا بجوانب وأسفل الطبق عند زراعتها في المختبر. يستخدم التربسين لشق البروتينات التي تمسك الخلايا المستنبتة في الطبق، بحيث يمكن إزالة الخلايا من الأطباق.
يمكن أيضًا استخدام التربسين لفصل الخلايا المفككة (على سبيل المثال، قبل تثبيت الخلايا وفرزها).
يمكن استخدام التربسين لتكسير الكازين في حليب الثدي. إذا تمت إضافة التربسين إلى محلول مسحوق الحليب، فإن تكسير الكازين يجعل الحليب شفافًا. يمكن قياس معدل التفاعل باستخدام مقدار الوقت الذي يحتاجه الحليب ليصبح شفافًا.
يستخدم التربسين عادة في الأبحاث البيولوجية خلال التجارب البروتينية على هضم البروتينات إلى ببتيدات للتحليل الطيفي، مثل الهضم في جل. يعتبر التربسين مناسبًا بشكل خاص لهذا، نظرًا لأنه يتمتع بخصوصية محددة جيدًا، لأنه يحلل فقط روابط الببتيد التي تساهم فيها مجموعة الكربونيل إما عن طريق بقايا الأرجينين أو ليسين.
يمكن أيضًا استخدام التربسين لإذابة جلطات الدم في شكله الجرثومي وعلاج الالتهاب في شكله البنكرياسي.
في الطب البيطري، يعتبر التربسين مكونًا في منتجات رذاذ الجروح، مثل Debrisol، الذي يستعمل لإذابة الأنسجة الميتة والقيح في جروح الخيول والماشية والكلاب والقطط.

### في الغذاء
تتكون مستحضرات البروتياز التجارية عادةً من خليط من إنزيمات البروتياز المختلفة التي غالبًا ما تتضمن التربسين. تستخدم هذه المستحضرات على نطاق واسع في معالجة الأغذية: 
- كإنزيم للخبز لتحسين قابلية عمل العجين.
- في استخلاص التوابل والنكهات من البروتينات النباتية أو الحيوانية وفي صناعة الصلصات.
- للتحكم في تكوين الرائحة في الجبن ومنتجات الألبان.
- لتحسين نسيج المنتجات السمكية.
- لتطرية اللحم.
- أثناء التثبيت البارد للبيرة.
- في إنتاج نوعية غذاء هيبوالرجينيك حيث تكسر البروتياز بروتينات محددة للحساسية إلى ببتيدات غير محددة للحساسية، على سبيل المثال، تستخدم البروتياز لإنتاج أغذية الأطفال هيبوالرجينيك من حليب البقر، وبالتالي التقليل من خطر ان يطور الرضيع الحساسية الحليب.

## مثبط التربسين
لمنع عمل التربسين النشط في البنكرياس، والذي يمكن أن يكون ضارًا للغاية، توجد مثبطات مثل BPTI وSPINK1 في البنكرياس وα1-antitrypsin في المصل كجزء من الدفاع ضد تنشيطه غير المناسب. ثم يتم ربط أي التربسين المتكون قبل الأوان من التربسينوجين غير النشط بالمثبط. يعد تفاعل البروتين-البروتين بين التربسين ومثبطاته من أكثر التفاعلات تقييدًا، كما أن التربسين مرتبط ببعض مثبطات البنكرياس بشكل لا رجعة فيه تقريبًا.و ذلك يتناقض مع جميع مجموعات البروتين المعروفة تقريبًا، فإن بعض مجمعات التربسين المرتبطة بمثبطاتها لا تنفصل بسهولة بعد العلاج بـ 8M يوريا.

## أنظر أيضا[2]
- بوابة Biology</img>

## روابط خارجية
- قاعدة بيانات MEROPS على الإنترنت للببتيدات ومثبطاتها نسخة محفوظة 5 أبريل 2008 على موقع واي باك مشين. : التربسين 1 S01.151 نسخة محفوظة 5 أبريل 2008 على موقع واي باك مشين. ، التربسين 2 S01.258 نسخة محفوظة 19 سبتمبر 2019 على موقع واي باك مشين. ، التربسين 3 S01.174 نسخة محفوظة 19 سبتمبر 2019 على موقع واي باك مشين.
- مثبطات التربسين وطريقة فحص التربسين في سيجما الدريتش
- Trypsin في المكتبة الوطنية الأمريكية للطب نظام فهرسة المواضيع الطبية (MeSH).